# Castelo de Abenromá

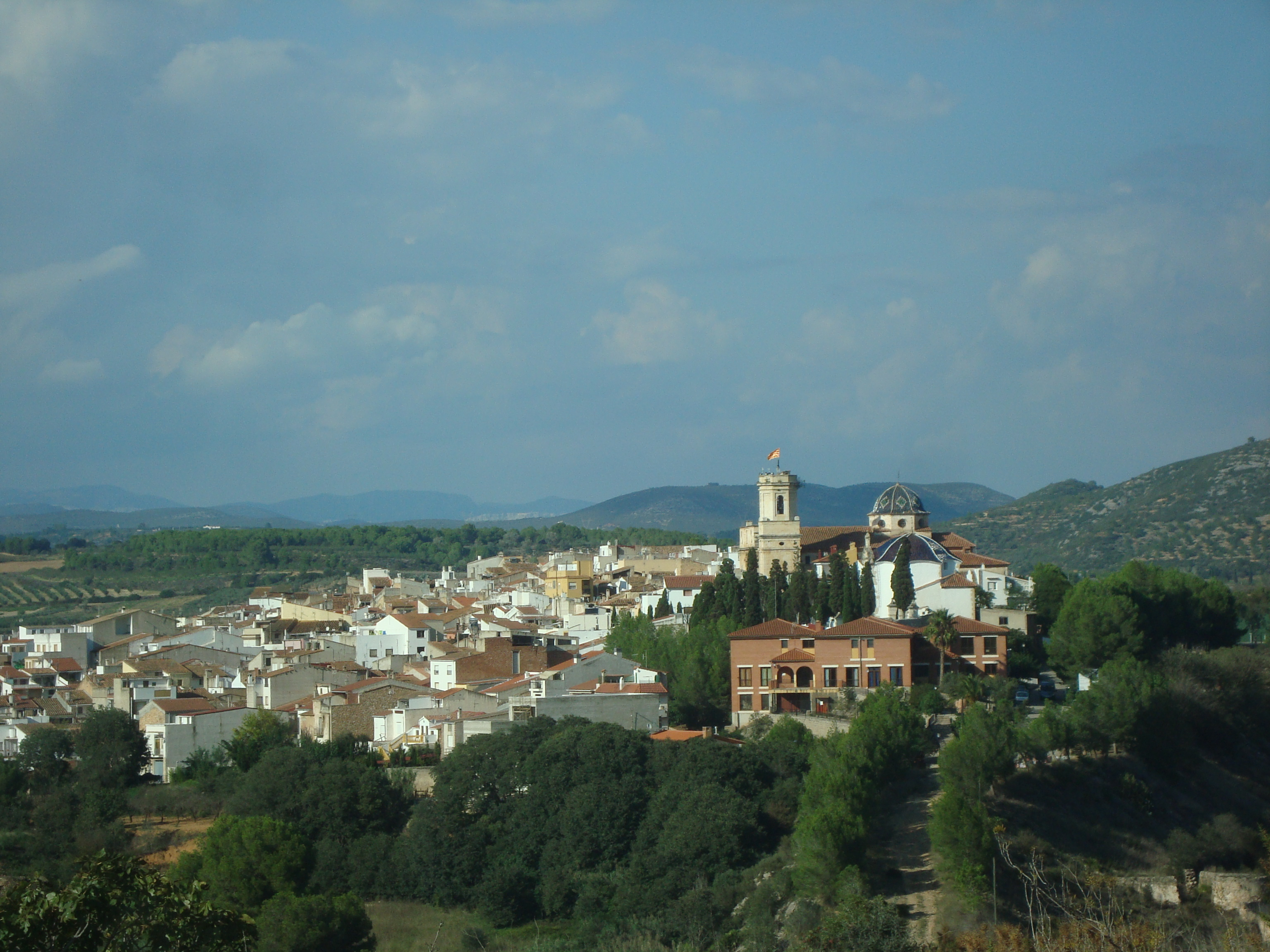
Les Coves de Vinromà

O Castelo de Abenromá localiza-se no município de Cuevas de Vinromá, na província de Castellón, na comunidade autónoma da Comunidade Valenciana, na Espanha.

## História
O castelo remonta a uma fortificação de origem muçulmana, erguido em posição dominante sobre a povoação.
À época da Reconquista cristã da Península Ibérica, foi tomado por Jaime I de Aragão em 1233 que o doou, em seguida, pelo Tratado de Montalbán (1235) a Blasco de Alagón. Ainda nesse século Jaime II de Aragão confiscou os bens da Casa de Alagón, cedendo-os à Ordem de Calatrava (1293) e posteriormente à Ordem do Templo, em troca do domínio de Tortosa. Com a extinção da Ordem, passou para a Ordem de Montesa em 1319.
Actualmente desaparecido, ainda podem ser apreciados alguns de seus vestígios, como troços das suas muralhas e torres, integrados às estruturas das actuais residências.